# مرنیه (مجارستان)
مِرنیه (به مجاری:  Mernye) یک منطقهٔ مسکونی در مجارستان است که در ناحیه کاپوشوار واقع شده‌است. مرنیه ۲۵٫۹۳ کیلومتر مربع مساحت و ۱٬۲۶۵ نفر جمعیت دارد.